# Canteloup, Manche

Canteloup este o comună în departamentul Manche, Franța. În 1 ianuarie 2022 avea o populație de 216 de locuitori.